# Gmina French Creek (Iowa)

Położenie Gminy French Creek w hrabstwie Allamakee

Gmina French Creek (ang. French Creek Township) – gmina w USA, w stanie Iowa, w hrabstwie Allamakee. Według danych z 2000 roku gmina miała 211 mieszkańców.